# Associação dos Clérigos Combatentes
A Associação dos Clérigos Combatentes (em persa: مجمع روحانیون مبارز; translit. majma'-e rowhāniyūn-e mobārez) ou Liga dos Cleros Militantes, também conhecida como Rouhanioun, é um partido político reformista iraniano fundado em 16 de março de 1988, após a extinção do Partido da República Islâmica, em 1987.
Originalmente radical e populista, a associação pregava a exportação da revolução islâmica e o controle total do estado sobre a economia.
Na década seguinte, porém, um dos seus principais líderes, Mohammad Khatami, foi eleito Presidente do Irã, em 1997, com um ambicioso programa de reformas, o que levou à emergência de dois campos na cena política iraniana: de um lado, ficaram os conservadores, incluindo as forças ligadas ao ex-presidente Rafsanjani (1989-1997); de outro, ficou o campo reformista, constituído pelas forças favoráveis à abertura do regime.